# Uplifter
Uplifter — девятый студийный альбом американской группы альтернативного рока 311. Записан в зимой - весной 2009 года на калифорнийской студии The Hive. Релиз состоялся 2 июня 2009 года. Альбом включает в себя CD-издание с 14 треками и DVD-диск с документальным фильмом The Road to 311 Day и концертными записями, сделанными 11 марта 2008 года. В первую неделю было продано более 60 000 копий альбома.

## Список композиций

### Диск 1 (CD)
| №                   | Название                   | Длительность |
| ------------------- | -------------------------- | ------------ |
| 1.                  | «Hey You»                  | 3:56         |
| 2.                  | «It's Alright»             | 3:35         |
| 3.                  | «Mix It Up»                | 2:54         |
| 4.                  | «Golden Sunlight»          | 4:30         |
| 5.                  | «India Ink»                | 3:38         |
| 6.                  | «Daisy Cutter»             | 3:54         |
| 7.                  | «Too Much Too Fast»        | 3:53         |
| 8.                  | «Never Ending Summer»      | 4:05         |
| 9.                  | «Two Drops in the Ocean»   | 3:47         |
| 10.                 | «Something Out of Nothing» | 4:25         |
| 11.                 | «Jackpot»                  | 3:54         |
| 12.                 | «My Heart Sings»           | 4:23         |
| Общая длительность: | Общая длительность:        | 46:54        |

| №   | Название         | Длительность |
| --- | ---------------- | ------------ |
| 13. | «I Like the Way» | 4:00         |
| 14. | «Get Down»       | 5:06         |

| №   | Название               | Длительность |
| --- | ---------------------- | ------------ |
| 15. | «How Long Has It Been» | 3:13         |

| №   | Название           | Длительность |
| --- | ------------------ | ------------ |
| 16. | «Sun Come Through» | 3:27         |

| №   | Название            | Длительность |
| --- | ------------------- | ------------ |
| 17. | «Simplify»          |              |
| 18. | «Week of Saturdays» |              |

### Диск 2 (DVD)
| №   | Название                    | Длительность |
| --- | --------------------------- | ------------ |
| 1.  | «Intro»                     |              |
| 2.  | «Homebrew»                  |              |
| 3.  | «Richmond, VA»              |              |
| 4.  | «Freeze Time»               |              |
| 5.  | «Asheville, NC»             |              |
| 6.  | «Freak Out»                 |              |
| 7.  | «Everglades, FL»            |              |
| 8.  | «Creatures (For a While)»   |              |
| 9.  | «Tallahassee, FL»           |              |
| 10. | «Applied Science»           |              |
| 11. | «Flashback - Memphis '06»   |              |
| 12. | «Beyond The Gray Sky»       |              |
| 13. | «Arrival - New Orleans, LA» |              |
| 14. | «Sick Tight»                |              |
| 15. | «311 Day - New Orleans, LA» |              |
| 16. | «Paradise / Credits»        |              |

## Синглы
| Год  | Название          | Наивысшая позиция | Наивысшая позиция | Наивысшая позиция |
| Год  | Название          | US Alt            | US Main           | US Rock           |
| ---- | ----------------- | ----------------- | ----------------- | ----------------- |
| 2009 | «Hey You»         | 3                 | 38                | 17                |
| 2009 | «It's Alright»    | 16                | 38                |                   |
| 2009 | «Golden Sunlight» | промосингл        | промосингл        | промосингл        |

## Чарты
| Год  | Чарт                            | Позиция |
| ---- | ------------------------------- | ------- |
| 2009 | US Billboard 200                | 3       |
| 2009 | US Billboard Rock Albums        | 2       |
| 2009 | US Billboard Digital Albums     | 3       |
| 2009 | US Billboard Alternative Albums | 2       |

## Участники записи
311
- Ник Гексум — вокал, ритм-гитара
- Дуглас «S.A.» Мартинес — вокал, тёрнтейбл
- Тим Махоуни — соло-гитара
- Аарон «P-Nut» Уиллс — бас-гитара
- Чед Секстон — ударные, перкуссия